# Ismaël Bako
Ismaël Bako (Lovaina, Bélgica, 10 de octubre de 1995) es un baloncestista belga que pertenece a la plantilla del UNICS Kazan de la VTB United League. Con 2,08 metros de estatura, juega en la posición de pívot.

## Trayectoria deportiva
Bako es un jugador formado en la cantera del Leuven Bears de su ciudad natal, en el que debutó en 2012 en la Pro Basketball League y jugó durante 5 temporadas. Fue nombrado MVP de la Pro Basketball League de la temporada 2016-17, tras de promediar 8.0 puntos y 4.1 rebotes por partido.
En abril de 2017, firmó con Antwerp Giants, en el que jugó durante dos temporadas. En la temporada 2018-19, Bako ganó la Copa de Baloncesto de Bélgica y fue nombrado MVP de la Copa de Bélgica. En la misma temporada, su equipo llegó a la Final Four de la Basketball Champions League. Amberes terminó en tercer lugar después de derrotar a Brose Bamberg en el partido por el tercer puesto.
El 3 de julio de 2019, Bako firmó un contrato de dos temporadas con ASVEL Lyon-Villeurbanne de la LNB Pro A francesa y la Euroliga. Promedió 3.8 puntos y 2.1 rebotes por partido. El 12 de junio de 2020, volvió a firmar con el equipo por una temporada adicional. Durante la temporada 2020-21, Bako promedió 5.6 puntos y 3.6 rebotes por partido. 
El 11 de julio de 2021, rompe su vinculación con el conjunto francés.
El 23 de julio de 2021, firma con el Bàsquet Manresa de la Liga Endesa.
El 13 de julio de 2022, firma por la Virtus Bologna de la Lega Basket Serie A.

### Selección nacional
Es internacional con la Selección de baloncesto de Bélgica en la que debutó en 2016. 
Con apenas 21 años, Bako disputó el EuroBasket 2017.
En septiembre de 2022 disputó con el combinado absoluto belga el EuroBasket 2022, finalizando en decimocuarta posición.